# سينثيا ستوكس براون
سينثيا ستوكس براون (بالإنجليزية: Cynthia Stokes Brown)‏ هي مؤرخة أمريكية، ولدت في 1938.